# Tiếng Laz
Tiếng Laz (ლაზური ნენა,lazuri nena; tiếng Gruzia: ლაზური ენა, lazuri ena hoặc ჭანური ენა, ç̌anuri ena/chanuri ena) là một ngôn ngữ thuộc ngữ hệ Kartvelia được nói bởi người Laz trên bờ đông nam của Biển Đen. Người ta ước tính có khoảng 20.000 người bản ngữ Laz ở Thổ Nhĩ Kỳ, trong một dải đất kéo dài từ Melyat đến biên giới Gruzia (tên chính thức là Lazistan cho đến năm 1925) và khoảng 2.000 người ở Gruzia.

## Phân loại
Tiếng Laz là một trong bốn ngôn ngữ của ngữ hệ Nam Kavkaz. Cùng với tiếng Mingrelia, nó tạo thành nhánh Zan của ngữ hệ Kartvelia này. Hai ngôn ngữ có liên quan rất chặt chẽ với nhau, đến mức một số nhà ngôn ngữ học gọi tiếng Mingrelia và tiếng Laz là các phương ngữ của một ngôn ngữ Zan duy nhất, một quan điểm được hình thành trong thời Xô viết và ngày nay vẫn còn ở Gruzia. Tuy nhiên, nói chung, Mingrelia và Laz được coi là hai ngôn ngữ riêng biệt, do cả hai cộng đồng nói hai thứ tiếng này tách biệt nhau lâu đời (500 năm) và ít hiểu biết lẫn nhau. Người Laz đang dần di cư sang Trebizond, Thổ Nhĩ Kỳ.

## Thư liệu
- Grove, Timothy (2012). Materials for a Comprehensive History of the Caucasus, with an Emphasis on Greco-Roman Sources. http://timothygrove.blogspot.com/2012/07/materials-for-comprehensive-history-of.html
- Kojima, Gôichi (2003) Lazuri grameri Chiviyazıları, Kadıköy, İstanbul, ISBN 975-8663-55-0 (notes in English and Turkish)
- Nichols, Johanna (1998). The origin and dispersal of languages: Linguistic evidence. In N. G. Jablonski & L. C. Aiello (Eds.), The origin and diversification of language. San Francisco: California Academy of Sciences.
- Nichols, Johanna (2004). The origin of the Chechen and Ingush: A study in Alpine linguistic and ethnic geography. Anthropological Linguistics 46(2): 129-155.
- Tuite, Kevin. (1996). Highland Georgian paganism — archaism or innovation?: Review of Zurab K’ik’nadze. 1996. Kartuli mitologia, I. ǰvari da saq’mo. (Georgian mythology, I. The cross and his people [sic].). Annual of the Society for the Study of Caucasia 7: 79-91.